# De consulatu suo
De consulatu suo (in italiano: Sul proprio consolato) è un poema autobiografico, in parte perduto, scritto da Cicerone tra il 60 a.C. e il 55 a.C., durante il suo periodo di esilio.
Dopo aver sventato la congiura di Lucio Sergio Catilina ai danni della Repubblica, Cicerone dispose l'esecuzione di cinque congiurati, atto non perfettamente legale che in seguito gli costò l'esilio temporaneo.
Inizialmente il poema avrebbe dovuto essere composto da altre persone scelte dall'autore (il poeta Aulo Licinio Archia o il filosofo Posidonio); tuttavia, al loro rifiuto, Cicerone si arrangiò da sé.

## Struttura e contenuto
L'opera, strutturata in tre libri, esaltava e celebrava le imprese condotte da Cicerone durante il suo consolato, in particolare durante il processo a Catilina.
- I libro: Cicerone narrava della sua elezione nel 64 a.C. come console per l'anno seguente. Era già stato pretore e propretore e aveva pubblicato e tenuto una lunga serie di orazioni. Durante il consolato tiene il suo discorso De lege agraria ("Sulla legge agraria") presentata dal tribuno della plebe Servilio Rullo. La proposta del politico riguardava il ceto medio-basso del popolo di Roma e tentava di stabilire degli accomodamenti migliori per il lavoro dei contadini. Tuttavia Cicerone non approvò tale legge, in quanto riteneva che la politica era costituita solo da gente d'alto rango (optimates) e che soprattutto sapeva amministrarla (boni) affinché fosse stabilita una concordia ordinum ("equilibrio delle cariche"). Da qui Cicerone passa al processo contro Catilina.
- II libro: Cicerone narrava in breve l'intera congiura di Catilina. Già prima del 63 a.C. Catilina era stato processato per vari tentativi falliti di dittatura e colpi di Stato. Ma soprattutto famose furono le congiure sventate da Cicerone e denunciate nelle Catilinarie. In esse Catilina veniva rappresentato da Cicerone come una sorta di pecora nera, anzi come una peste che flagella lo Stato, assolutamente pericolosa, e che doveva essere immediatamente scacciato assieme a tutti i suoi seguaci. Nota è la prima catilinaria di Cicerone il cui inizio è Quousque tandem abutere, Catilina, patientia nostra? ("Fino a quando Catilina continuerai ad abusare della nostra pazienza?"); in essa il console denuncia pubblicamente Catilina di aver tentato varie volte un colpo di Stato, di aver cercato di far uccidere vari politici che si opponevano ai suoi piani (incluso lo stesso Cicerone), e di avere un esercito personale nascosto nel Campo Marzio. Tutte queste notizie Cicerone le aveva raccolte grazie ad informatori. Tuttavia Catilina l'anno seguente (62 a.C.) riunì un esercito in Etruria, nei pressi di Fiesole e Pistoia, dove fu debellato.
- III libro: nell'ultima parte del De consulatu suo, Cicerone narrava del processo ai catilinari Lentulo e Cetego. Egli non seguì le regole della legge romana, ossia non concesse ai due la provocatio ad populum, il diritto d'appello al popolo. Morto Catilina, Cicerone aveva considerato la sua causa ormai vinta e così ordinò di strangolare in prigione i due congiurati. Gaio Giulio Cesare e il tribuno Clodio non glielo perdonarono e così Cicerone nel 58 a.C. fu mandato in esilio. La revoca gli fu tolta l'anno seguente per benevolenza di Cesare.

## Stile e pensiero di Cicerone
Lo stile dell'opera è spesso ricco di parole ricercate e periodi ridondanti, dato che Cicerone colloca il suo periodo di consolato in un'atmosfera fantastica, mitologica e idilliaca. Tutto ciò è stato da lui concepito per esaltare al massimo la sua bravura. La narrazione è in terza persona, come i Commentarii scritti da Giulio Cesare, e vi sono numerosi riferimenti agli dei e ad aneddoti che hanno valore simbolico nei fatti.
Per tutta la sua vita, la preoccupazione costante di Cicerone fu la difesa dello status quo e dei diritti della grande proprietà latifondista, desideroso soprattutto di acquisire presso i notabili romani il credito necessario per entrare a far parte della classe dirigente. Egli si adoperò quindi per la conservazione del potere e dei privilegi di cui godeva la classe degli optimates, secondo una formula che, in sostanza, significava sicurezza e tranquillità (otium) per tutti i possidenti, e che implicava che il potere (dignitas) rimanesse nelle mani di un'oligarchia.
Il suo preteso desiderio che in questa élite si entrasse per "merito" e non per nascita, quand'anche non lo si voglia meramente intendere come un sottinteso riferimento alle sue vicende personali, rimase comunque un'astrazione teorica, un'utopia, più che altro per l'assenza di una vera modifica nel tessuto politico e sociale della Roma del periodo.
Cicerone fu, inoltre, sostenitore dell'ideale politico della concordia ordinum (intesa tra il ceto equestre e senatorio divenuta poi concordia omnium bonorum, ovvero concordia di tutti i cittadini onesti), e la esaltò, in particolare, nella quarta orazione contro Catilina: allora, per la prima volta nella storia repubblicana, i senatori, i cavalieri ed il popolo si trovarono d'accordo sulle decisioni da prendere, decisioni dalle quali dipendeva la salvezza dello stato. Cicerone auspicava che la concordia potesse durare per sempre, pur capendo che essa era nata, in quel particolare frangente, solo per la pressione emotiva: d'altronde, la concordia non faceva leva su un particolare progetto politico, ma solamente su motivi di carattere sentimentale ed economico.